# Endlicheria paradoxa
Endlicheria paradoxa är en lagerväxtart som beskrevs av Carl Christian Mez. Endlicheria paradoxa ingår i släktet Endlicheria och familjen lagerväxter. Inga underarter finns listade i Catalogue of Life.